# ساو لورينكو دا ماتا
ساو لورينكو دا ماتا هي بلدية في البرازيل، تتبع بيرنامبوكو، بلغ عدد سكانها 102٬895  نسمة، في 2010، تبلغ مساحتها 264٫346 كيلومتر مربع.

## الموقع
تشترك في الحدود مع:
- Paudalho [الإنجليزية]‏.